# Sorte di Bellamonte
Sorte di Bellamonte este o arie protejată (arie specială de conservare — SAC, sit de importanță comunitară — SCI) din Italia întinsă pe o suprafață de 11 ha, integral pe uscat.

## Localizare
Centrul sitului Sorte di Bellamonte este situat la coordonatele 46°18′34″N 11°40′20″E / 46.309444°N 11.672222°E.

## Înființare
Situl Sorte di Bellamonte a fost declarat sit de importanță comunitară în iunie 1995 pentru a proteja 8 specii de animale. Situl a fost protejat și ca arie specială de conservare în martie 2014.

## Biodiversitate
Situată în ecoregiunea alpină, aria protejată conține 9 habitate naturale: Mlaștini împădurite, Pajiști alpine și boreale, Depresiuni pe substraturi de turbă de Rhynchosporion, Păduri acidofile de Picea de la nivel montan la nivel alpin (Vaccinio-Piceetea), Pajiști cu Molinia pe soluri calcaroase, turboase sau argilos-nămoloase (Molinion caeruleae), Formațiuni ierboase bogate în specii de Nardus, dezvoltate pe substraturi silicioase în zone montane (și în zone submontane, în Europa continentală), Mlaștini turboase de tranziție și turbării mișcătoare, Mlaștini alcaline, Turbării active.
La baza desemnării sitului se află mai multe specii protejate de  păsări (8): minunița (Aegolius funereus), fâsă de pădure (Anthus trivialis), cocoșul de mesteacăn (Bonasa bonasia), ciocănitoare neagră (Dryocopus martius), ciuvică (Glaucidium passerinum), sfrâncioc roșiatic (Lanius collurio), viespar (Pernis apivorus), mărăcinar (Saxicola rubetra)
Pe lângă speciile protejate, pe teritoriul sitului au mai fost identificate 17 specii de plante, 2 specii de amfibieni, 5 specii de mamifere, 3 specii de reptile.